# Boris Rycariew
Boris Władimirowicz Rycariew (ros. Борис Владимирович Ры́царев; ur. 1930, zm. 1995) – radziecki reżyser filmowy oraz scenarzysta. Zasłużony Działacz Sztuk Federacji Rosyjskiej (1995). Absolwent WGIK.
Pochowany w Moskwie na cmentarzu Miusskim.

## Wybrana filmografia
- 1966: Cudowna lampa Aladyna
- 1976: Księżniczka na grochu